# Bryconamericus
Bryconamericus è un genere di pesci ossei d'acqua dolce appartenente alla famiglia Characidae.

## Distribuzione e habitat
Il genere è endemico dell'America Meridionale tropicale e, limitatamente a poche specie, dell'America centrale. Molte specie sono endemiche di singoli bacini nell'Amazzonia.

## Descrizione
L'aspetto generale è quello dei caracidi della sottofamiglia Stevardiinae, sono determinabili principalmente dalla disposizione dei denti mascellari ed altri particolari anatomici non facilmente rilevabili in vivo. La base della pinna caudale è coperta di scaglie. In molte specie è presente un certo dimorfismo sessuale con i maschi che presentano uncini ossei sui raggi della pinna anale e delle pinne ventrali, inoltre i maschi adulti hanno pinn pari maggiormente sviluppate. Non superano i 10 cm di lunghezza..

## Biologia
Poco nota.

## Tassonomia
Questo genere sembra non avere coerenza tassonomica; la tassonomia del gruppo è attualmente oggetto di studio.

### Specie
Il genere ha 81 specie
- Bryconamericus agna
- Bryconamericus alfredae
- Bryconamericus alpha
- Bryconamericus andresoi
- Bryconamericus arilepis
- Bryconamericus bolivianus
- Bryconamericus brevirostris
- Bryconamericus bucayensis
- Bryconamericus caldasi
- Bryconamericus carlosi
- Bryconamericus caucanus
- Bryconamericus charalae
- Bryconamericus cinarucoense
- Bryconamericus cismontanus
- Bryconamericus coeruleus
- Bryconamericus cristiani
- Bryconamericus dahli
- Bryconamericus deuterodonoides
- Bryconamericus diaphanus
- Bryconamericus ecai
- Bryconamericus ecuadorensis
- Bryconamericus eigenmanni
- Bryconamericus emperador
- Bryconamericus exodon
- Bryconamericus foncensis
- Bryconamericus galvisi
- Bryconamericus gonzalezi
- Bryconamericus grosvenori
- Bryconamericus guaytarae
- Bryconamericus guizae
- Bryconamericus guyanensis
- Bryconamericus huilae
- Bryconamericus hyphesson
- Bryconamericus icelus
- Bryconamericus ichoensis
- Bryconamericus iheringii
- Bryconamericus ikaa
- Bryconamericus indefessus
- Bryconamericus lambari
- Bryconamericus lassorum
- Bryconamericus loisae
- Bryconamericus macarenae
- Bryconamericus macrophthalmus
- Bryconamericus megalepis
- Bryconamericus mennii
- Bryconamericus microcephalus
- Bryconamericus miraensis
- Bryconamericus motatanensis
- Bryconamericus multiradiatus
- Bryconamericus novae
- Bryconamericus orinocoensis
- Bryconamericus ornaticeps
- Bryconamericus oroensis
- Bryconamericus osgoodi
- Bryconamericus pachacuti
- Bryconamericus patriciae
- Bryconamericus pectinatus
- Bryconamericus peruanus
- Bryconamericus phoenicopterus
- Bryconamericus pinnavittatus
- Bryconamericus plutarcoi
- Bryconamericus poi
- Bryconamericus pyahu
- Bryconamericus rubropictus
- Bryconamericus scleroparius
- Bryconamericus simus
- Bryconamericus singularis
- Bryconamericus stramineus
- Bryconamericus subtilisform
- Bryconamericus sylvicola
- Bryconamericus tenuis
- Bryconamericus ternetzi
- Bryconamericus terrabensis
- Bryconamericus thomasi
- Bryconamericus tolimae
- Bryconamericus turiuba
- Bryconamericus uporas
- Bryconamericus yokiae
- Bryconamericus ytu
- Bryconamericus zamorensis
- Bryconamericus zeteki